# 22 juni
22 juni är den 173:e dagen på året i den gregorianska kalendern (174:e under skottår). Det återstår 192 dagar av året.

## Namnsdagar

### I den svenska almanackan
- Nuvarande – Paulina och Paula
- Föregående i bokstavsordning
  - Pamela – Namnet infördes på dagens datum 1986, men utgick 1993.
  - Paula – Namnet infördes 1986 på 25 januari. 1993 flyttades det till dagens datum och har funnits där sedan dess.
  - Paulette – Namnet infördes på dagens datum 1986, men utgick 1993.
  - Paulina – Namnet infördes på dagens datum 1901 och har funnits där sedan dess.
  - Paulinus – Namnet fanns, till minne av Paulinus av Nola en biskop i den italienska staden Nola på 400-talet, på dagens datum före 1901, då det utgick.
  - Tio tusen riddare – Denna benämning på dagens datum fanns i de äldsta helgonkalendarierna, till minne av 10 000 romerska soldater, som led martyrdöden på berget Ararat. Den utgick dock tidigt till förmån för Paulinus.
- Föregående i kronologisk ordning
  - Före 1901 – Tio tusen riddare och Paulinus
  - 1901–1985 – Paulina
  - 1986–1992 – Paulina, Pamela och Paulette
  - 1993–2000 – Paulina och Paula
  - Från 2001 – Paulina och Paula
- Källor
  - Brylla, Eva (red.): Namnlängdsboken, Norstedts ordbok, Stockholm, 2000. ISBN 91-7227-204-X
  - af Klintberg, Bengt: Namnen i almanackan, Norstedts ordbok, Stockholm, 2001. ISBN 91-7227-292-9

### Finlandssvenska almanackan
- Nuvarande från 2025[1] – Lina, Paula, Paulina, Line
- I föregående revideringar[a][2]
  - 1929–1949 – Olivia
  - 1950–1994 – Paula, Paulina
  - 1995–2019 – Paula, Paulina, Lina
  - 2020–2024 – Lina, Paula, Paulina

### I den danska almanackan
- 10 000 martyrers dag

## Händelser
- 217 f.Kr. – En hoplitfalang ur den egyptiska armén, som enligt uppgift består av 82 000 man och 73 elefanter, ledd av farao Ptolemaios IV Filopator, besegrar en seleukidisk här, som ska ha bestått av 68 000 man och 100 elefanter, ledd av Antiochos III, i slaget vid Rafia nära Gaza (i nuvarande Palestina). Då de inser vilken militär makt de har börjar hopliterna (Egyptens urinvånare) att kräva fler privilegier, vilket leder till utvecklandet av rasåtskillnader, vilket i sin tur kommer att försvaga den ptolemaiska dynastin i framtiden. Även om Ptolemaios IV efter slaget behåller initiativet i det fjärde syriska kriget börjar han, på sin försteminister Sosibios inrådan, förhandla om fred och seleukidarmén drar sig tillbaka från Koilesyrien. Antiochos III ger upp alla sina erövringar, utom staden Seleucia Pieria.
- 168 f.Kr. – En romersk här på 29 000 man, ledd av Lucius Aemilius Paullus, besegrar en makedonsk armé på 44 000 man ledd av kung Perseus i slaget vid Pydna (i södra Makedonien). De romerska förlusterna uppgår till omkring 1 000 man, medan makedonierna förlorar uppåt 25 000 soldater – slaget blir en avgörande romersk seger, som gör slut på det tredje makedoniska kriget. Perseus blir krigsfånge och får tillbringa resten av sitt liv i fångenskap i Alba Fucens nära Rom.
- 816 – Sedan Leo III har avlidit den 12 juni väljs Stefan IV till påve.[3] Stefan avlider själv efter ett drygt halvår (i januari 817), men hinner under sitt pontifikat med att kröna den romerske kejsaren Ludvig den fromme.
- 1634 – Den svenske kungen Gustav II Adolf blir begravd i Riddarholmskyrkan i Stockholm. Det har då gått över ett och ett halvt år sedan han stupade i slaget vid Lützen (6 november 1632), men på grund av det pågående trettioåriga kriget har det tagit så lång tid att föra hem hans lik från Tyskland till Sverige. Det har tidigare hävdats att det faktum att hans hustru Maria Eleonora av Brandenburg behåller hans hjärta efter begravningen är ett tecken på hennes hysteriska och överdrivna kärlek till sin make, men att behålla det balsamerade hjärtat är inte ovanligt för efterlevande änkor och änklingar vid denna tid.
- 1815 – Den franske kejsaren Napoleon I tvingas abdikera för andra gången, fyra dagar efter att han har lidit nederlag i slaget vid Waterloo. Under de så kallade hundra dagarna har Napoleon återvänt från sin exil på medelhavsön Elba och åter utropat sig till kejsare, men nu skickas han i exil till den sydatlantiska ön Sankta Helena, varifrån han inte lyckas fly, utan avlider där 1821.
- 1906 – Norges kung Håkon VII av Norge och hans hustru Maud kröns till Norges kung och drottning i Nidarosdomen i Trondheim. Detta blir den sista kröningen i Norge.
- 1940 – Efter att Frankrike på en och en halv månad har blivit besegrat av Tyskland genom det tyska anfallet på västfronten (som inleddes 10 maj) under andra världskriget sluts ett vapenstillestånd mellan de båda länderna i Compiègneskogen några mil norr om Paris. Stilleståndet sluts på samma plats och i samma järnvägsvagn där tyskarna tvingades kapitulera till ententen vid första världskrigets slut 1918, för att den tyske diktatorn Adolf Hitler så mycket som möjligt ska förödmjuka Frankrike och på bästa sätt hämnas den så kallade dolkstötslegenden. Stilleståndet undertecknas för Frankrikes del av general Charles Huntziger och innebär, att Tyskland ska ockupera de norra och västliga delarna av Frankrike, att de tyskar, som har råkat i fransk krigsfångenskap ska friges (men inte vice versa), att den franska krigsmakten begränsas till 100 000 man och att Tyskland får kontroll över den franska flottan i Toulon. Flottan beger sig emellertid till Algeriet, där dess fartyg antingen sänks eller omhändertas av brittiska flottan och på så vis undkommer tysk kontroll.
- 1941 – Tyskland och dess allierade inleder Operation Barbarossa, som är ett gigantiskt anfall på den europeiska östfronten och innebär tysk invasion av Sovjetunionen, i strid med den tysk-sovjetiska icke-angreppspakten från 1939. Adolf Hitlers mål med operationen är att skapa ”livsrum” (tyska: Lebensraum) för det tyska Tredje riket och att krossa bolsjevismen. Operationen är uppkallad efter den tysk-romerske 1100-talskejsaren Fredrik I Barbarossa. Tyskarna tror att operationen snabbt ska vara avklarad, men efter ett halvår tvingas de avbryta operationen, då den har misslyckats och de har drabbats av diverse motgångar (bland annat det faktum att krigsvintern 1941–1942 blir en av de kallaste i mannaminne).
- 1942 – Tre dagar efter att det svenska ångfartyget Ada Gorthon har lämnat Luleå blir hon torpederad och sänkt av en sovjetisk ubåt på svenskt vatten strax öster om Öland. Fartyget är vid tillfället på väg med järnmalm till Tyskland och sjunker på några sekunder, varvid endast 8 av de 22 besättningsmännen ombord överlever. Sovjetunionen förnekar all inblandning i händelsen och hävdar, att det istället är en tysk torped, som har sänkt ångaren.
- 1944 – Sovjetiska trupper inleder Operation Bagration, genom vilken man i Vitryssland och Baltikum ämnar krossa den mellersta tyska armégruppen på östfronten (Armégrupp Mitte). Operationen är uppkallad efter den ryske generalen och nationalkrigshjälten Pjotr Bagration, som stupade under Napoleons ryska fälttåg 1812, och inleds alltså på treårsdagen av den tyska invasionen av Sovjetunionen. Den pågår till augusti samma år och blir en avgörande sovjetisk framgång.
- 1983 – Det danska Fremskridtspartiets partiledare Mogens Glistrup döms till tre års fängelse för skattebrott (han avtjänar två av dem och blir frisläppt 1985). Redan 1971 har advokaten Glistrup framträtt för danska folket och berättat, att han inte har betalat skatt på flera år och att han betraktar skattesmitare som ”vår tids frihetshjältar”. Året därpå har han grundat Fremskridtspartiet med sänkta skatter som en viktig stridsfråga. I och med domen förlorar Glistrup sin plats i Folketinget, men blir efter frigivningen återinvald 1986.
- 2004 – Den belgiske massmördaren Marc Dutroux dömd till livstids fängelse för kidnappning, våldtäkt, tortyr och mord på minst sex flickor mellan åtta och nitton år under perioden 1995–1996. Han har blivit häktad redan 1996, men har lyckats rymma 1998, vilket tillsammans med den långvariga utredningen, har lett till, att rättegången i detta Belgiens mest uppmärksammade rättsfall någonsin, inte har kunnat inledas förrän 1 mars 2004

## Födda
- 1653 – André Hercule de Fleury, fransk statsman och kardinal
- 1757 – George Vancouver, brittisk upptäcktsresande och sjöofficer
- 1800 – James Harlan, amerikansk politiker, kongressledamot 1835–1839
- 1804 – Horace Eaton, amerikansk whigpolitiker, guvernör i Vermont 1846–1848
- 1805 – Giuseppe Mazzini, italiensk politiker och revolutionär
- 1834 – William C. Minor, amerikansk läkare och lexikograf
- 1835 – John H. Mitchell, amerikansk republikansk politiker, senator för Oregon 1873–1879, 1885–1897 och 1901-1905
- 1841 – Niels Bredal, dansk konstnär
- 1851 – Johan Laurentz, svensk arkitekt
- 1855 – Ewert Camitz, svensk disponent och liberal politiker
- 1876 – Madeleine Vionnet, fransk modeskapare
- 1880 – Martin Lamm, svensk litteraturvetare och professor, ledamot av Svenska Akademien 1928-1950
- 1884 – Manfred Björkquist, svensk kyrkoman, biskop i Stockholms stift 1942–1954
- 1888 – Harold H. Burton, amerikansk republikansk politiker och jurist, senator för Ohio 1941–1945
- 1892 – Robert von Greim, tysk flygmilitär (generalfältmarskalk)
- 1898 – Erich Maria Remarque, tysk författare
- 1899
  - Dorothy Devore, amerikansk skådespelare
  - Haddon Sundblom, amerikansk konstnär
- 1901
  - H.-K. Rönblom, svensk deckarförfattare
  - Rudolf Wittkower, tysk konsthistoriker
- 1902 – Marguerite De La Motte, amerikansk skådespelare
- 1903
  - John Dillinger, amerikansk bankrånare
  - Sten Lindgren, svensk skådespelare
- 1906
  - Billy Wilder, österrikisk-amerikansk regissör
  - Heinrich Seetzen, tysk SS-officer, befälhavare inom Einsatzgruppen
- 1907 – Michael Todd, amerikansk filmproducent
- 1910 – Konrad Zuse, tysk datalog och ingenjör
- 1922
  - Rosario Bentivegna, italiensk läkare och kommunistisk motståndsman under andra världskriget
  - Gösta Theselius, svensk musikarrangör, kompositör och jazzmusiker på klarinett, tenorsaxofon och piano
- 1932
  - Bengt Forslund, svensk producent, regissör och författare
  - Amrish Puri, indisk skådespelare
  - Prunella Scales, brittisk skådespelare, mest känd som Sybil Fawlty i tv-serien Pang i bygget
  - Soraya Esfandiary, kejsarinna av Iran 1951–1958
- 1936 – Kris Kristofferson, amerikansk skådespelare, låtskrivare och countrysångare
- 1939 – Ada Yonath, israelisk kemist och kristallograf, mottagare av Nobelpriset i kemi 2009
- 1942 – Laila Freivalds, lettisk-svensk socialdemokratisk politiker, Sveriges justitieminister 1988–1991 samt 1994–2000 och utrikesminister 2003–2006
- 1943 – J. Michael Kosterlitz, brittisk fysiker, mottagare av Nobelpriset i fysik 2016
- 1944 – Gérard Mourou, fransk fysiker, mottagare av Nobelpriset i fysik 2018
- 1945 – Gunilla Abrahamsson, svensk skådespelare
- 1946 – Thomas Roos, svensk skådespelare
- 1948 – Todd Rundgren, amerikansk sångare, gitarrist, keyboardist, låtskrivare och musikproducent
- 1949
  - Meryl Streep, amerikansk skådespelare
  - Lindsay Wagner, amerikansk skådespelare
- 1952 – Graham Greene, kanadensisk skådespelare
- 1953 – Cyndi Lauper, amerikansk sångare och skådespelare
- 1954 – Freddie Prinze, amerikansk skådespelare
- 1957 – Kajsa Reingardt, svensk skådespelare
- 1958
  - Bruce Campbell, amerikansk skådespelare, författare och regissör
  - Fredrik von Gerber, svensk musiker, trumslagare i gruppen Noice
- 1962 – Andreas Frege, tysk musiker med artistnamnet Campino, sångare i gruppen Die Toten Hosen
- 1964 – Dan Brown, amerikansk författare
- 1965
  - Jonas Jacobsson, svensk sportskytt och handikappidrottare, bragdmedaljör
  - Richard Turpin, svensk skådespelare och teaterregissör
- 1966 – Annika Kofoed, svensk skådespelare
- 1970 – Mike Ferguson, amerikansk republikansk politiker
- 1974 – Jo Cox, brittisk politiker för Labour
- 1979
  - Jai Rodriguez, amerikansk tv-programledare
  - Thomas Voeckler, fransk cyklist
- 1980 – Martin Elisson, svensk musiker
- 1996 – Mikel Merino, spansk fotbollsspelare

## Avlidna
- 1276 – Innocentius V, påve
- 1874 – Elias Sehlstedt, 65, svensk lyriker
- 1905 – Francis Lubbock, 89, amerikansk demokratisk politiker, guvernör i Texas
- 1922 – Newton C. Blanchard, 73, amerikansk demokratisk politiker och jurist, guvernör i Louisiana
- 1931 – Armand Fallières, 89, fransk politiker, Frankrikes president
- 1939 – Benjamin Tucker, 85, amerikansk socialfilosof och anarkist
- 1941 – Pat Harrison, 59, amerikansk demokratisk politiker, senator för Mississippi
- 1945 – Frida Stéenhoff, 79, svensk författare, debattör och feminist
- 1957 – Björn Hodell, 71, svensk teaterchef, manusförfattare och författare
- 1959 – Karl Jäger, 70, tysk SS-officer
- 1962 – Francis H. Case, 65, amerikansk republikansk politiker, senator för South Dakota
- 1965 – David O. Selznick, 63, amerikansk filmproducent
- 1968 – Axel Jansson, 51, svensk politiker (vänsterpartist) och redaktör
- 1969 – Judy Garland, 47, amerikansk skådespelare och sångare
- 1973 – David Erikson, 74, svensk skådespelare
- 1974 – Gudrun Moberg, 62, svensk skådespelare och sångare
- 1975 – Per Wahlöö, 48, svensk författare, översättare och journalist
- 1978 – Jens Otto Krag, 63, dansk socialdemokratisk politiker, Danmarks statsminister
- 1987 – Fred Astaire, 88, amerikansk skådespelare och dansare
- 1988 – Gunnar Edström, 90, svensk läkare, professor och folkpartistisk politiker
- 1989 – Martha Colliander, 101, svensk skådespelare
- 1990 – Ilja M. Frank, 81, rysk fysiker, mottagare av Nobelpriset i fysik 1958
- 1993 – Pat Nixon, 81, amerikansk skådespelare och politikerhustru, USA:s första dam
- 1995 – Yves Congar, 91, fransk kardinal
- 1997 – Ted Gärdestad, 41, svensk sångare, kompositör och musiker
- 2007
  - Younoussa Bamana, 72, prefekt på den franska ön Mayotte och president för dess generalförsamling
  - Bernd Becher, 75, tysk fotograf
- 2008
  - Odd Aukrust, 92, norsk ekonom
  - Dody Goodman, 93, amerikansk komiker och skådespelare
  - Klaus Michael Grüber, 67, tysk regissör och skådespelare
  - George Carlin, 71, amerikansk ståuppkomiker och skådespelare
- 2009 – Maj-Len Grönholm, 57, finländsk folkpartistisk politiker, Miss Finland 1972
- 2012 – Hans Villius, 88, svensk professor, historiker och TV-personlighet
- 2013
  - Henning Larsen, 87, dansk arkitekt
  - Allan Simonsen, 34, dansk racerförare
- 2014 – Bodil Kåge, 84, svensk skådespelare
- 2015 – Inge Ivarson, 97, svensk manusförfattare och filmproducent
- 2022
  - Jüri Tarmak, 75, sovjetisk höjdhoppare, OS-guld 1972
  - Jonny Nilsson, 79, svensk skridskoåkare, bragdmedaljör, VM-guld 1963, OS-guld 1964